# میدان نفتی سلمان
میدان نفتی سلمان (نام پیشین: میدان نفتی ساسان) از میدان‌های نفتی ایران است، که در استان هرمزگان در ۱۴۴ کیلومتری جنوب جزیره لاوان قرار گرفته‌است و با میدان ابوالبوخوش امارات متحده عربی دارای ذخایر مشترک می‌باشد.
میدان نفتی سلمان از یک تاقدیس نامتقارن به ابعاد تقریبی ۱۱ کیلومتر در ۱۴ کیلومتر تشکیل شده‌است. این میدان از نظر زمین‌شناسی به سه لایه تولید نفت تحتانی و فوقانی مربوط به دوره ژوراسیک و یک لایه بوئیب مربوط به دوره کرتاسه تشکیل شده‌است. میدان سلمان همچنین یک لایه گازی به نام خوف نیز دارد.
این میدان در جریان فعالیت شرکت نفت لاوان در دهه ۱۹۶۰ میلادی کشف شد. اولین چاه اکتشافی آن در ژوئن ۱۹۶۵ حفر شده و تولید آن از سال ۱۹۶۸ آغاز گردید. میدان نفتی سلمان براساس آخرین آمارهای ارائه شده هم‌اکنون دارای ۴۴ حلقه چاه نفتی و ۱۰ حلقه چاه گازی است.
نفت استخراج شده از میدان سلمان به وسیله یک خط لوله ۲۲ اینچی زیردریایی به جزیره لاوان منتقل می‌شود تا در تأسیسات خشکی فرآورش نهایی شده و برای صادرات یا تأمین خوراک مجتمع پالایشی لاوان ذخیره شود. میدان سلمان از میادین قدیمی تولید نفت ایران است که همچنان از ذخایر قابل قبولی برخوردار است. میدان سلمان (ساسان) در سال ۱۹۶۵ میلادی کشف شده و در سال ۱۹۶۸ به بهره‌برداری رسیده‌است.
اجرای به موقع و کارشناسی طرح‌های توسعه می‌تواند باعث افزایش عمر و برون‌داد چاه‌های این منطقه شود.
حجم نفت قابل استحصال از میدان سلمان حدود ۱٫۶ میلیارد بشکه می‌باشد. هم‌اکنون نفت قابل تولید باقیمانده در این مخزن بیش از نیم میلیارد بشکه‌است. سلمان یک طاقدیس نامتقارن به ابعاد ۱۱ در ۱۴ کیلومتر و دارای سه لایه نفتی است. سه چهارم مساحت این میدان مشترک در آب‌های ایران و یک چهارم آن در آب‌های امارات متحده عربی واقع شده و سهم ایران از این مخزن حدود ۴/۶۷ درصد برآورد شده‌است.
میدان سلمان سه مخزن تولیدی دارد، لایه عرب تحتانی در عمق ۱۰ هزار پایی از بستر دریا قرار دارد و ۷۰ درصد نفت میدان سلمان از آن تولید می‌شود، همچنین از لایه‌های عرب فوقانی در عمق هشت هزار پایی و لایه بوئیب در عمق پنج هزار پایی به ترتیب ۲۰ و ۱۰ درصد نفت سلمان تولید می‌شود.
مجموع حجم نفت درجای مخزن در لایه‌های مختلف سلمان حدود ۴٫۵ میلیارد بشکه می‌باشد. حدود ۱٫۶ میلیارد بشکه یعنی ۳۵ درصد نفت این مخزن قابل استحصال است که تاکنون حدود ۱٫۱ میلیارد بشکه از آن برداشت شده و نفت قابل تولید باقیمانده بیش از نیم میلیارد بشکه‌است.
مجموع تعداد چاه‌های میدان لاوان نیز ۴۲ حلقه می‌باشد. حجم تولید مایع و هیدروکربور از این چاه‌ها ۲۵۰ هزار بشکه و کمتر از ۵۰ درصد آن نفت و بقیه آب است، هم‌اکنون روزانه بیش از ۶۰ هزار بشکه نفت از میدان سلمان تولید می‌شود. وضعیت تولید امارات متحده عربی از میدان ابوالبوخوش (مشترک با سلمان)، به اینصورت است که هم‌اکنون ابوظبی از این میدان روزانه ۴۰ هزار بشکه نفت از ۷۰ حلقه چاه تولیدی استحصال می‌کند؛ این شیخ‌نشین تاکنون ۴۰۰ میلیون بشکه نفت از ابوالبوخوش برداشت کرده‌است.
طی سال ۱۳۷۸ به بعد که تعدادی از میادین تحت قراردادهای بیع متقابل قرار گرفتند، عملیات و مطالعات میدان سلمان تحت نظرات شرکت پتروایران و شرکت مهندسی نفت قرار گرفت که در حال حاضر بخش مطالعات این میدان از طرف شرکت پتروایران به شرکت مشاور تهران انرژی و آنها در اختیار شرکت فرانسوی FRANS-BASIC قرار داده‌اند.
فرآورش اولیه نفت خام تولیدی در سکو انجام، سپس با یک خط لوله ۲۲ اینچی به طول ۱۴۴ کیلومتر برای فرآورش ثانویه و ذخیره‌سازی و صادرات به لاوان ارسال می‌شود. روزانه ۸۰ میلیون فوت گاز تولیدی سلمان از طریق کمپرسور به چاه‌های نفتی برای فراز آوری نفت تزریق می‌شود. دو دکل حفاری نیز در این میدان، مشغول تعمیرات درون چاهی هستند. از ۹ حلقه چاه گازی در این میدان گاز تولید و با یک خط لوله ۳۶ اینچی به جزیره سیری ارسال می‌شود.

## حملات در زمان جنگ و تعمیرات
تأسیسات مجتمع بهره‌برداری سلمان طی سال‌های ۱۳۶۵ تا ۱۳۶۷ بارها مورد تهاجم قرار گرفت. در سال ۱۳۶۵ بر اثر تهاجم هوایی هواپیماهای عراقی بخش‌هایی از سازه سکوی بهره‌برداری شماره (۱)، اتاق کنترل واقع در سکوی تسهیلات و سایر بخش‌های مجتمع آسیب دید که در این حمله سه نفر از کارکنان سکو به شهادت رسیدند. پس از بازسازی، بر اساس برنامه‌ریزی‌ها قرار بود در سال ۱۳۶۷ تولید کامل از این میدان از سر گرفته شود؛ اما در تاریخ ۲۹ فروردین سال ۱۳۶۷، پیش از راه‌اندازی تولید کامل، این تأسیسات از سوی نیروهای آمریکایی هدف حمله قرار گرفت که بر اثر این حمله بخش‌های مهمی از مجتمع تولید نفت سلمان به‌صورت کامل تخریب شد. بازسازی چاه‌های میدان سلمان در سال ۱۳۷۰ و نوسازی و به‌روزسازی کامل سکوی مجتمع دریایی سلمان در سال ۱۳۷۱ انجام و تولید این میدان به‌صورت کامل از سر گرفته شد.